# Sand Lake (condado de Sawyer, Wisconsin)
Sand Lake es un pueblo ubicado en el condado de Sawyer en el estado estadounidense de Wisconsin. En el Censo de 2010 tenía una población de 813 habitantes y una densidad poblacional de 6,09 personas por km².

## Geografía
Sand Lake se encuentra ubicado en las coordenadas 45°49′1″N 91°28′11″O / 45.81694, -91.46972. Según la Oficina del Censo de los Estados Unidos, Sand Lake tiene una superficie total de 133.56 km², de la cual 120.1 km² corresponden a tierra firme y (10.07%) 13.45 km² es agua.

## Demografía
Según el censo de 2010, había 813 personas residiendo en Sand Lake. La densidad de población era de 6,09 hab./km². De los 813 habitantes, Sand Lake estaba compuesto por el 79.7% blancos, el 0% eran afroamericanos, el 17.47% eran amerindios, el 0% eran asiáticos, el 0% eran isleños del Pacífico, el 0% eran de otras razas y el 2.83% pertenecían a dos o más razas. Del total de la población el 0.37% eran hispanos o latinos de cualquier raza.